# Veronica Guerin
Veronica Guerin, irska novinarka * 5. julij 1958, Dublin, Irska, † 26. junij 1996, Dublin.
Umorili so jo 26. junija 1996, ko je raziskovala mafijsko podzemlje na Irskem.
V dokumentarnem filmu režiserja Joela Schumacherja jo je upodobila avstralska igralka Cate Blanchett.